# Championnats du monde de judo 2010
Navigation
Édition précédente Édition suivante
La 30e édition des Championnats du monde de judo, 13es depuis l'unification des compétitions masculine et féminine, se déroule à Tokyo au Japon du 9 au 13 septembre 2010. Inaugurant le nouveau rythme annuel de l'organisation de ces championnats, l'édition 2010 est la troisième disputée dans la capitale nippone qui n'en avait plus été le théâtre depuis les deux premiers Championnats du monde, en 1956 et 1958. Depuis lors, le Japon avait toutefois été hôte de l'événement en 1995 à Chiba et en 2003 à Osaka.
Construit pour les Jeux olympiques de 1964, le Yoyogi National Gymnasium accueille les seize épreuves programmées. Parmi ces épreuves, est exceptionnellement intégrée au programme celle des « toutes catégories » que la Fédération internationale organise séparément depuis 2008. À l'occasion du 150e anniversaire de la naissance de Kano Jigoro, fondateur du judo, diverses modifications réglementaires interviennent en compétition. La plus apparente est la possibilité, pour certaines délégations, en fonction de quotas gagnés par catégorie au cours de la saison précédant le championnat, d'aligner deux représentants par catégorie quand quatre peuvent participer en toutes catégories. Sur les tatamis, ces championnats voient l'apparition de nouvelles règles internationales sanctionnant lourdement les actions de saisie, debout, sur les jambes. Dès lors, est promue l'usage de techniques traditionnelles et la sanction, en cas de contravention aux nouvelles dispositions, allant jusqu'à la disqualification (hansoku make).
Profitant au maximum de la possibilité d'aligner deux judokas par catégorie, le Japon domine largement ces championnats à domicile en enlevant dix des seize titres mondiaux mis en jeu. Par ailleurs, le pays, qui n'a jamais cédé la première place d'un tableau de médailles depuis l'unification des épreuves masculines et féminines, obtient durant cette édition 2010 son centième titre par l'intermédiaire de Kaori Matsumoto, sacrée en moins de 57 kg. Avec 23 médailles, le pays établit logiquement un nouveau record de médailles mais se refait surtout une santé après une édition 2009 marquée par l'absence de titre mondial chez les hommes. Si Mika Sugimoto conquiert chez les femmes les deux titres en lourds et en toutes catégorie, la catégorie des poids lourds chez les hommes échappe au Japon pour la quatrième fois consécutive alors que le Français Teddy Riner est sacré pour la quatrième fois d'affilée. Ce dernier, qui égale à cette occasion le record de titres mondiaux chez les hommes – Naoya Ogawa, Yasuhiro Yamashita, Shozo Fujii et David Douillet sont les autres quadruples champions du monde –, a l'occasion de devenir le premier quintuple champion du monde de l'histoire mais est battu en finale des toutes catégories par le jeune local Daiki Kamikawa à l'issue d'un combat dont l'épilogue – décision arbitrale en faveur du Nippon – est contestée par l'intéressé français,.
Dans le berceau du judo mais où ce sport connaît une certaine désaffection, l'affluence moyenne – environ 4 000 spectateurs quotidiennement – se révèle être décevante.

## Programme
Seize épreuves figurent donc au programme de ces championnats 2010 contre quatorze deux ans auparavant.
| Jeudi 9 septembre Moins de 78 kg femmes Plus de 78 kg femmes Moins de 100 kg hommes Plus de 100 kg hommes | Vendredi 10 septembre Moins de 70 kg femmes Moins de 81 kg hommes Moins de 90 kg hommes | Samedi 11 septembre Moins de 57 kg femmes Moins de 63 kg femmes Moins de 73 kg hommes | Dimanche 12 septembre Moins de 48 kg femmes Moins de 52 kg femmes Moins de 60 kg hommes Moins de 66 kg hommes | Lundi 13 septembre Open femmes Open hommes |

## Podiums

### Femmes
| Épreuves                          | Or                    | Argent                | Bronze                                             |
| --------------------------------- | --------------------- | --------------------- | -------------------------------------------------- |
| Moins de 48 kg Poids super-légers | Haruna Asami (JPN)    | Tomoko Fukumi (JPN)   | Alina Dumitru (ROU) Sarah Menezes (BRA)            |
| Moins de 52 kg Poids mi-légers    | Yuka Nishida (JPN)    | Misato Nakamura (JPN) | Natalia Kuzyutina (RUS) Bundmaa Munkhbaatar (MGL)  |
| Moins de 57 kg Poids légers       | Kaori Matsumoto (JPN) | Telma Monteiro (POR)  | Iouliétta Boukouvála (GRE) Sabrina Filzmoser (AUT) |
| Moins de 63 kg Poids mi-moyens    | Yoshie Ueno (JPN)     | Miki Tanaka (JPN)     | Ramila Yusubova (AZE) Yaritza Abel (CUB)           |
| Moins de 70 kg Poids moyens       | Lucie Décosse (FRA)   | Anett Mészáros (HUN)  | Raša Sraka (SVN) Yoriko Kunihara (JPN)             |
| Moins de 78 kg Poids mi-lourds    | Kayla Harrison (USA)  | Mayra Aguiar (BRA)    | Akari Ogata (JPN) Yang Xiuli (CHN)                 |
| Plus de 78 kg Poids lourds        | Mika Sugimoto (JPN)   | Qin Qian (CHN)        | Maki Tsukada (JPN) Idalys Ortiz (CUB)              |
| Open Toutes catégories            | Mika Sugimoto (JPN)   | Qin Qian (CHN)        | Megumi Tachimoto (JPN) Tea Dongouzachvili (RUS)    |

### Hommes
| Épreuves                          | Or                          | Argent                  | Bronze                                           |
| --------------------------------- | --------------------------- | ----------------------- | ------------------------------------------------ |
| Moins de 60 kg Poids super-légers | Rishod Sobirov (UZB)        | Georgii Zantaraia (UKR) | Arsen Galstyan (RUS) Hiroaki Hiraoka (JPN)       |
| Moins de 66 kg Poids mi-légers    | Junpei Morishita (en) (JPN) | Leandro Cunha (BRA)     | Tsagaanbaatar Hashbaatar (MGL) Loïc Korval (FRA) |
| Moins de 73 kg Poids légers       | Hiroyuki Akimoto (JPN)      | Dex Elmont (NED)        | Yasuhiro Awano (JPN) Wang Ki-Chun (KOR)          |
| Moins de 81 kg Poids mi-moyens    | Kim Jae-Bum (KOR)           | Leandro Guilheiro (BRA) | Masahiro Takamatsu (JPN) Euan Burton (GBR)       |
| Moins de 90 kg Poids moyens       | Ilías Iliádis (GRE)         | Daiki Nishiyama (JPN)   | Elkhan Mammadov (AZE) Kirill Denisov (RUS)       |
| Moins de 100 kg Poids mi-lourds   | Takamasa Anai (JPN)         | Henk Grol (NED)         | Thierry Fabre (FRA) Oreidis Despaigne (CUB)      |
| Plus de 100 kg Poids lourds       | Teddy Riner (FRA)           | Andreas Tölzer (GER)    | Matthieu Bataille (FRA) Islam El Shehaby (EGY)   |
| Open Toutes catégories            | Daiki Kamikawa (JPN)        | Teddy Riner (FRA)       | Hiroki Tachiyama (JPN) Keiji Suzuki (JPN)        |

## Tableau des médailles
- Pays hôte

| Rang  | Nation       | Or | Argent | Bronze | Total |
| ----- | ------------ | -- | ------ | ------ | ----- |
| 1     | Japon        | 10 | 4      | 9      | 23    |
| 2     | France       | 2  | 1      | 3      | 6     |
| 3     | Corée du Sud | 1  | 0      | 1      | 2     |
| 3     | Grèce        | 1  | 0      | 1      | 2     |
| 5     | États-Unis   | 1  | 0      | 0      | 1     |
| 5     | Ouzbékistan  | 1  | 0      | 0      | 1     |
| 7     | Brésil       | 0  | 3      | 1      | 4     |
| 8     | Chine        | 0  | 2      | 1      | 3     |
| 9     | Pays-Bas     | 0  | 2      | 0      | 2     |
| 10    | Allemagne    | 0  | 1      | 0      | 1     |
| 10    | Hongrie      | 0  | 1      | 0      | 1     |
| 10    | Portugal     | 0  | 1      | 0      | 1     |
| 10    | Ukraine      | 0  | 1      | 0      | 1     |
| 14    | Russie       | 0  | 0      | 4      | 4     |
| 15    | Cuba         | 0  | 0      | 3      | 3     |
| 16    | Azerbaïdjan  | 0  | 0      | 2      | 2     |
| 16    | Mongolie     | 0  | 0      | 2      | 2     |
| 18    | Autriche     | 0  | 0      | 1      | 1     |
| 18    | Égypte       | 0  | 0      | 1      | 1     |
| 18    | Roumanie     | 0  | 0      | 1      | 1     |
| 18    | Royaume-Uni  | 0  | 0      | 1      | 1     |
| 18    | Slovénie     | 0  | 0      | 1      | 1     |
| Total | Total        | 16 | 16     | 32     | 64    |